# Buccella
Buccella es un género que tiene asignada nueve especies de orquídeas. Son nativas de Sudamérica.
Sus especies estaban anteriormente sujetas al género Masdevallia, sin embargo, en mayo de 2006, Carlyle August Luer, experto en Pleurothallidinae, publicó una revisión sustancial de este género y lo elevó a la categoría de género con muchos de sus antiguos subgéneros.

## Lista de especies deBuccella
- Buccella bucculenta (Luer) Luer, Monogr. Syst. Bot. Missouri Bot. Gard. 105: 7 (2006).
- Buccella dynastes (Luer) Luer, Monogr. Syst. Bot. Missouri Bot. Gard. 105: 7 (2006).
- Buccella lamia (Luer & Hirtz) Luer, Monogr. Syst. Bot. Missouri Bot. Gard. 105: 7 (2006).
- Buccella molossoides (Kraenzl.) Luer, Monogr. Syst. Bot. Missouri Bot. Gard. 105: 7 (2006).
- Buccella molossus (Rchb.f.) Luer, Monogr. Syst. Bot. Missouri Bot. Gard. 105: 7 (2006).
- Buccella nidifica (Rchb.f.) Luer, Monogr. Syst. Bot. Missouri Bot. Gard. 105: 7 (2006).
- Buccella ophioglossa (Rchb.f.) Luer, Monogr. Syst. Bot. Missouri Bot. Gard. 105: 7 (2006).
- Buccella strigosa (Königer) Luer, Monogr. Syst. Bot. Missouri Bot. Gard. 105: 7 (2006).
- Buccella ventricosa (Schltr.) Luer, Monogr. Syst. Bot. Missouri Bot. Gard. 105: 7 (2006).